# Anathallis modesta
Anathallis modesta là một loài lan.